# Wilhelm Dörr
Wilhelm "Willy" Dörr (Németország, Hessen, Frankfurt am Main, 1881. december 7. – Németország, Hessen, Frankfurt am Main, 1955. április 4.) az 1906-os nem hivatalos olimpiai játékokon aranyérmet nyert német kötélhúzó.
Az 1906. évi nyári olimpiai játékokon indult kötélhúzásban. Ebben a számban aranyérmes lett a német csapattal.
Atlétikai számokban is indult: Diszkoszvetésben és ötpróbában. Utóbbiban 16. lett.
Az első világháború után sport klubot alapított, aminek az elnöke is volt, majd német diszkoszvető bajnok lett 1925-ben. Sportoktatással kapcsolatos könyveket és cikkeket publikált. A maga idejében playboynak számított. Partnere a német atlétanő, diszkoszvető Milly Reuter volt.